# The Boys from Syracuse
The Boys from Syracuse (br Os Gregos Também Eram Assim) é um filme norte-americano de 1940, do gênero comédia musical, dirigido por A. Edward Sutherland e estrelado por Allan Jones e Martha Raye.